# Vogtländischer Kreis
De Vogtländischer Kreis was een administratieve eenheid in het keurvorstendom Saksen.
Nadat het Ernestijnse keurvorstendom Saksen de Schmalkaldische Oorlog had verloren, kwamen in de Wittenberger capitulatie van 19 mei 1547 het Vogtland aan Hendrik IV van Plauen. De familie van de voogden van Plauen waren verwant aan de familie Reuß. 
Na 1559 verbrokkelde het gebied door verpandingen van de ambten Voigtsberg, Pauen, Oelsnitz, Adorf, Neukirchen, Schöneck en Pausa aan het "nieuwe" Albertijnse keurvorstendom Saksen. In 1569 worden de panden wegens betalingsproblemen eigendom van het keurvorstendom.  Na de dood van Hendrik VI van Plauen komt ook de titel burggraaf van Meißen aan het keurvorstendom. De strijd om deze titel (waaraan een zetel in de rijksdag was verbonden) duurde tot 1803. 
De koninklijke belening met het Voogdland vond plaats in 1575. In 1602 werden de Saksische gebieden in het Voogdland bestuurlijk verenigd in de Vogtländischer Kreis.
Van 1656 tot 1718 maakte de kreis deel uit van Saksen-Zeitz.
De Kreis bestond uit de volgende 3 ambten:
- Voigtsberg
- Plauen
- Pausa